# Richard Kockel
Richard Kockel (* 5. Januar 1865 in Dresden; † 19. Januar 1934 in Leipzig) war ein deutscher Pathologe und Universitätsprofessor. Er leitete mehr als drei Jahrzehnte das Leipziger Institut für gerichtliche Medizin. Nach ihm benannte die Gesellschaft für gerichtliche Medizin der DDR ihre Verdienstmedaille für besondere wissenschaftliche Erkenntnisse.

## Leben

### Schule und Studium
Richard Kockel wurde 1865 als Sohn des Königlich Sächsischen Geheimen Rates Franz Wilhelm Kockel (1830–1917), 1874–1901 Referent im Sächsischen Ministerium für Kultus und Öffentlichen Unterricht, in Dresden geboren. Dort absolvierte er die bekannte Kreuzschule. Anschließend studierte er Medizin in Leipzig. 1889 legte er die medizinische Staats- und Doktorprüfung ab und promovierte im selben Jahr. 1890 wurde er Assistent an der Medizinischen Klinik Leipzig. Er arbeitete dort als Assistenzarzt bei Heinrich Curschmann (1846–1910), einem namhaften Internisten, und danach bei Felix Victor Birsch-Hirschfeld (1842–1899), der das Leipziger Pathologische Institut leitete und durch seine histologischen Färbemethoden bekannt geworden war. Ab 1894 übernahm Kockel dessen Vorlesungen in gerichtlicher Medizin. Ein Jahr später habilitierte er sich und wurde Privatdozent und Erster Assistent am Pathologischen Institut. 1898 ernannte man ihn zum außerordentlichen Professor für gerichtliche Medizin.

### Gründungsdirektor des Leipziger Instituts für gerichtliche Medizin
Kockel wurde 1900 zum Gründungsdirektor des Leipziger Instituts für gerichtliche Medizin berufen. Obwohl sein Institut formal unabhängig vom Pathologischen Institut war, arbeitete Kockel unter finanziell und personell bescheidensten Bedingungen. Lange Zeit fungierte seine Ehefrau als Institutssekretärin, gelegentlich unterstützt von seiner Tochter. Erst 1903 konnte eine erste Hilfskraft eingestellt werden. Dennoch gelang es Kockel, ein fotografisches Labor aufzubauen. Mit seiner schnell wachsenden Fotosammlung wurde er zum Pionier der wissenschaftlichen Fotografie, die er auf dem Gebiet der gerichtlichen Medizin und Kriminalistik als Beweismittel einführte. Durch die Anschaffung einer größeren Spektralapparatur wurde der Nachweis von Blutspuren an Gegenständen (später von Blutgruppen) möglich.

### Methoden
Kockel etablierte ein breites Spektrum von Untersuchungsverfahren an seinem Institut, darunter solche, die heute direkt von speziell ausgebildeten Kriminalbeamten (Spurensicherung) oder anderen Spezialisten durchgeführt werden. Große Verdienste erwarb er sich durch die Einführung von Methoden der Histologie und der wissenschaftlichen Fotografie in die Praxis der Gerichtsmedizin. Als Sachverständiger und Gutachter in vielen Gerichtsprozessen wurde er über das Fach hinaus bekannt. Nach langen Kämpfen 1924 setzte er die Einführung der Gerichtsmedizin als Prüfungsfach durch. Der Neubau der Gerichtsmedizin in Leipzig entstand auf seine Initiative bereits 1905 und wurde 1928 erweitert. Im Zweiten Weltkrieg mehrmals zerstört, wurde es nach dem Krieg notdürftig wieder hergerichtet und erst in den 1950er Jahren wieder in Stand gesetzt.

### Medizinhistorische Sammlung
Kockel begründete auch die Medizinhistorische Sammlung am Institut für Rechtsmedizin der Universität Leipzig. Sie umfasste zunächst 400 Asservate und enthielt etwa mumifizierte Leichenteile, osteologische und Feuchtpräparate, Tatwerkzeuge, Schautafeln sowie Photogramme. Durch den Umbau des Instituts seit 2005 wurde die Sammlung in Kisten verpackt, soll aber ab 2009 wieder in der Lehre zum Einsatz kommen.

### Popularität
Als Gerichtsarzt der Leipziger Justizbehörden untersuchte er zur Beweisführung verbrannte Papiere, Papierbruchfalten, Messerschartenspuren, Vogelfedern, Siegellacke und Geschosse sowie Geldspielautomaten. Kockel verstand sich nicht nur als Mediziner, sondern auch als wissenschaftlicher Kriminalist. Dieses völlig neue Berufsverständnis und Kockels rhetorisches Talent führten zum Anwachsen der Studentenzahlen. Auch fachfremde Hörer – wie Ernst Jünger, der in Leipzig Philosophie und Naturwissenschaften studierte – gehörten zu den Besuchern von Kockels Vorlesungen.
Kockel leitete das Leipziger Institut von 1900 bis zu seinem Tod Anfang 1934, als er, kurz nach seinem 69. Geburtstag, den Folgen einer Luftröhrenkrebserkrankung erlag.
Er ist Großvater von Valentin Kockel.